# Luisa Lynch
Luisa Lynch del Solar -conocida también como Luisa Lynch de Morla en primeras nupcias o Luisa Lynch de Gormaz en segundas- (1862 - 1937) fue una escritora feminista, periodista y socialité chilena.
Hija de Luis Lynch y Julia Solar. Casada en primeras nupcias con Carlos Morla Vicuña (quien era su tío) de quien enviudó.  El 12 de enero de 1909, con 47 años, contrajo segundas nupcias con el militar Eduardo Gormaz Araoz. Fue la madre del diplomático Carlos Morla Lynch y de las también escritoras Ximena y Carmen Morla Lynch;.
Es la protagonista de la escultura Madame Morla Vicuña de Auguste Rodin, quien la retrató en 1888 y que actualmente se encuentra en el Museo de Orsay en París.
Se sabe que parte de su producción literaria se encuentra inédita o dispersa en diarios y revistas —como ocurre también con las de otras escritoras feministas como María Luisa Fernández, Sara Hübner y sus propias hijas—. Su trabajo literario es considerado como parte de la vanguardia de principios del siglo XX que trató de masificar el pensamiento feminista y luchar por los derechos de las mujeres; en este contexto, participó en diversas organizaciones femeninas e instituciones dedicadas al arte.
Para algunos autores, su trabajo se puede enmarcar dentro del denominado feminismo aristocrático, entre las que también se encuentran otras escritoras como Elvira Santa Cruz Ossa, Inés Echeverría Bello, María Mercedes Vial, Teresa Wilms Montt, Mariana Cox Méndez y Sofía Eastman.

## Galería

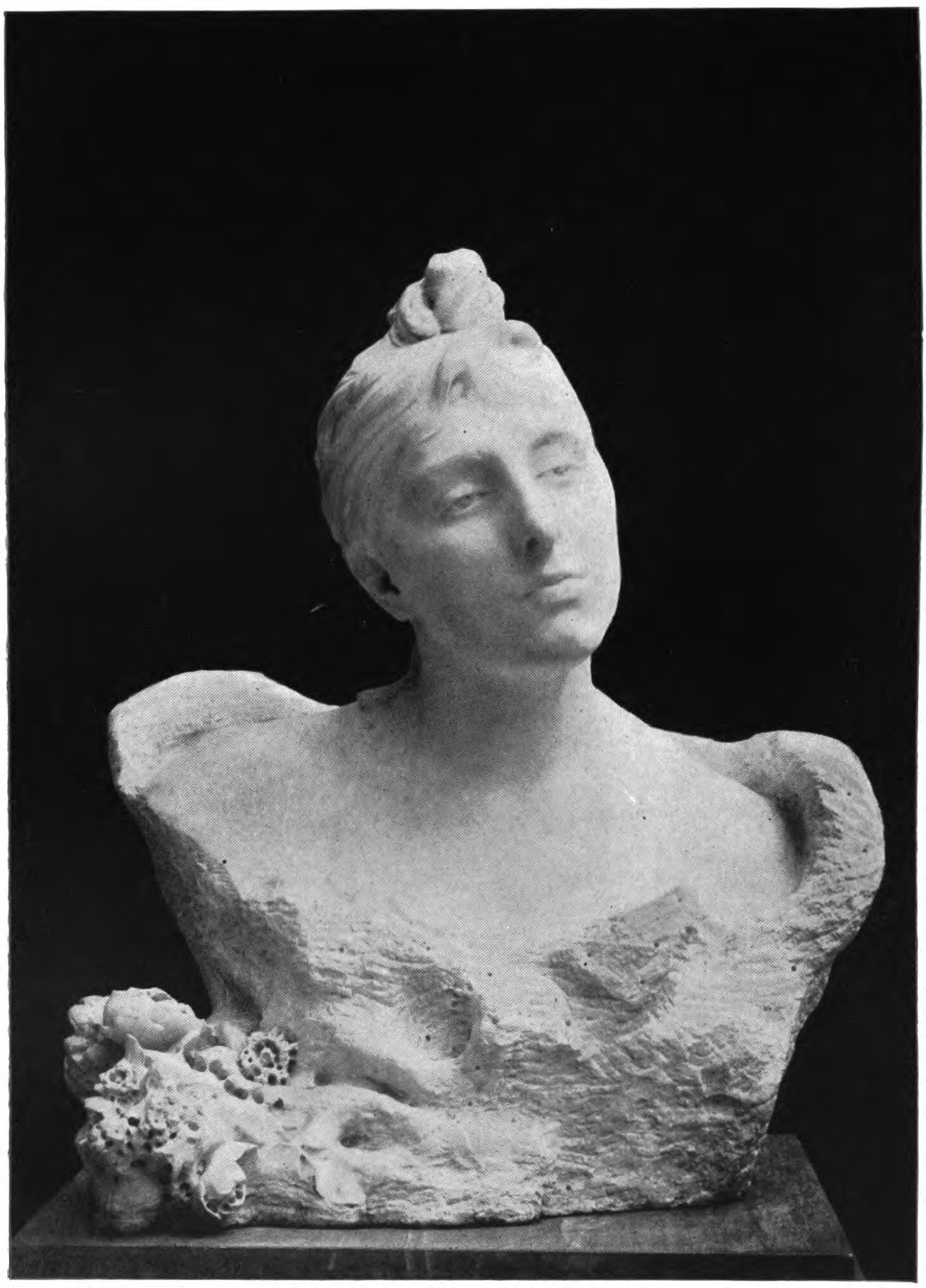
Busto de Luisa Lynch por Auguste Rodin (1888).
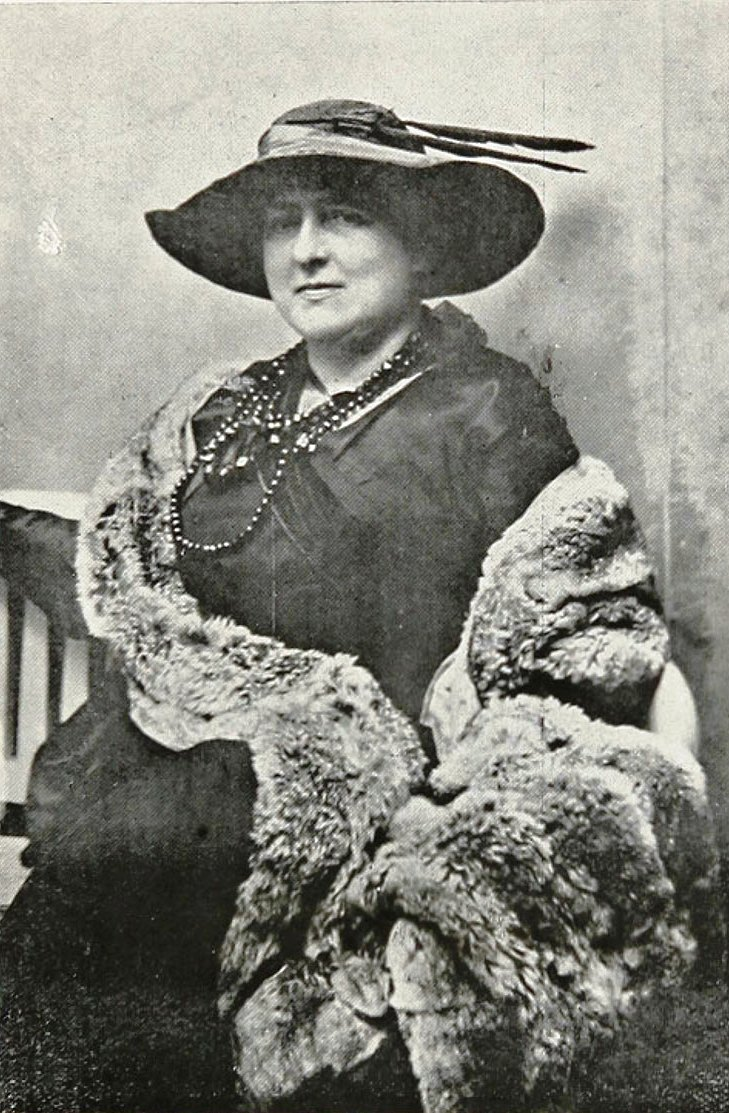
Luisa Lynch en 1918.